# SAN Jodel D.140 Mousquetaire
Il SAN Jodel D.140 Mousquetaire (in italiano: moschettiere) è un aereo da turismo a 5 posti che fu prodotto dall'azienda francese Société Aéronautique Normande (SAN) e basato sul monoplano Jodel D.117 prodotto dalla francese Jodel.

## Storia del progetto

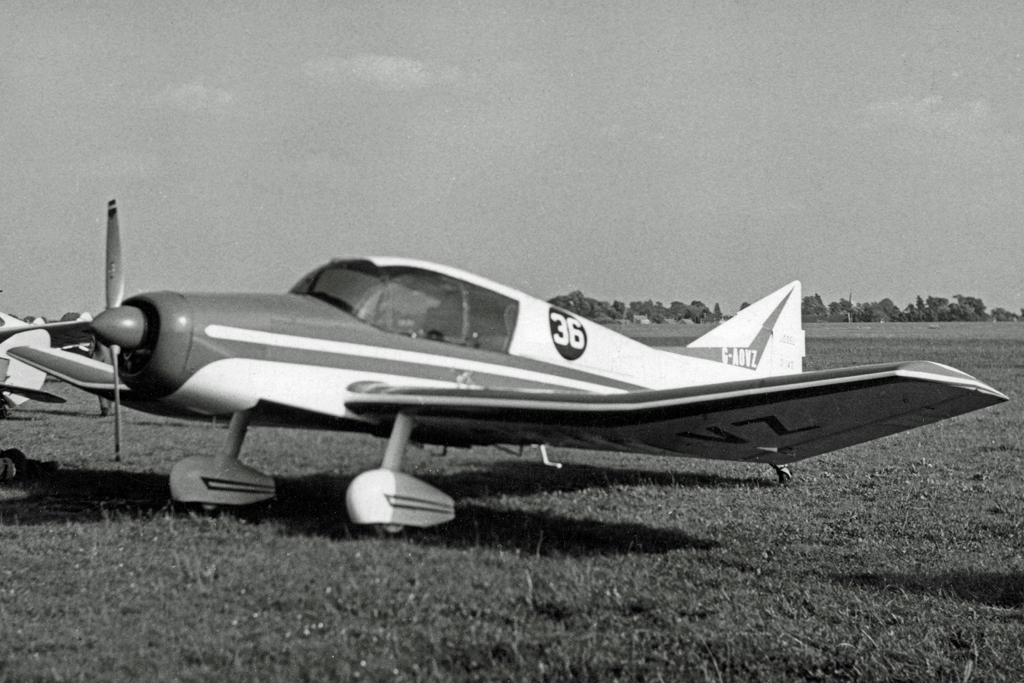
Un D.140 prima versione con deriva triangolare, 1960

Il D.140 fu sviluppato come variante più grande a 4-5 posti dello Jodel D.117, aereo che la SAN produceva su licenza. Il prototipo del D.140, matricola F-BIZE, effettuò il primo volo il 4 luglio 1958. Le prime versioni avevano la deriva e il timone di forma triangolare.
L'ultima versione, il D.140R Abeille (in italiano: Ape), era una variante per il traino di alianti ed effettuò il primo volo nel 1965. Sia il D.140E che il D.140R furono ordinati dall'Armée de l'air. La SAN costruì in totale 243 esemplari prima del fallimento nel 1968. Oltre 20 esemplari furono autocostruiti da privati.

## Varianti
D.140 Mousquetaire
Prototipo propulso da un Lycoming O-360, 1 esemplare
D.140A Mousquetaire
Variante con cabina ventilata, 45 costruiti
D.140B Mousquetaire II
Variante con freni e ventilazione migliorati e nuova cappottatura motore, 56 costruiti
D.140C Mousquetaire III
D.140B con deriva allargata, 70 costruiti
D.140E Mousquetaire IV
D.140C con deriva ulteriormente ingrandita, alettoni modificati e piano di coda completamente mobile, 43 costruiti
D.140R Abeille
Trainatore, con fusoliera troncata, nuovo cupolino ad alta visibilità, 28 costruiti